# ダイバーシティ・マネジメント
ダイバーシティ・マネジメント（Diversity Management）とは、個人や集団間に存在するさまざまな違い、すなわち「多様性」を競争優位の源泉として生かすために文化や制度、プログラムプラクティスなどの組織全体を変革しようとするマネジメントアプローチのことである。

## 特徴
- 多様性が企業の売り上げや発展に貢献し、競争力の源泉となるという考えに基づいている。具体的には多様性に基づくマネジメントで優位性があるとされる分野に、資源の獲得、マーケティング、創造性、問題解決、システムの柔軟性などが含まれている。また、最近では事業の成長そのものを促す機会として認識されるようになっている。
- 個人、人間関係、そして組織といった3つのレベルを対象としている。つまり、女性や少数派のみに適応を押し付けるのではなく、組織文化やすべての人々がこれにかかわることが求められている。特に企業のトップや人事担当者は、訓練や指導を通じて積極的に支援することが必要となってきている。
- 人種や性別に焦点が当てられがちだがダイバーシティは人種をはじめ（少数民族を含む）、国籍、宗教、障害、性別、性的指向、年齢などのほか、個人や集団の間で違いを生み出す可能性のあるあらゆる要素を考慮している。
- ダイバーシティ・マネジメントは、あらかじめ決められた手続きや数値目標ではなく、実際の取り組みのプロセスで問題点や解決策が見つけ出されるといった、長期的な観点が重視されている。

## ダイバーシティを支持する実験結果の例
- 男性のみ、女性のみ、および男女半々の実験グループに作業を課したとき、男女半々のグループが最も優れた結果を示した。⇒文献情報は後日追加
- 経営史の観点から、経営環境の激変に直面したグローバル組織の対応力・適応力を調査したところ、多様性の高い人材ストックを持った組織の方がより良い生存率を示した。このことから、社是に合いそうな人材ばかり「金太郎飴」方式で採用し続けている組織は変化に対して脆弱なのではないかと考えられている。⇒文献情報は後日追加
- 若い時期に海外子会社で社長や幹部を経験した者は、本社でも始まりつつあるダイバーシフィケーション対して、より良い対処ができると考えられている（確立した研究成果は未見）。

## ダイバーシフィケーションの問題点と懸念
- 日本の組織（私企業・公的機関を問わず）の本社・本部のほとんどは日本語で業務を行っている。少子高齢化による人材不足で外国人を雇用しようにも、非熟練労働者あるいはごくひと握りの日本語堪能な者しか採用できず、また日本人構成員の外国語能力向上も道半ばである。⇒文献情報は後日追加
- 非定型・少人数・短期決戦型のプロジェクトやワークフォースにおいて多様な文化的背景を持つメンバー構成を取った場合、問題解決や意思決定方法の違いが表面化することで、大きな失敗に陥ることがある。その一方、多様性への対処能力に秀でたメンバー構成の場合には、均質的(homogeneous)なチームと比較して優れた成果を示すことが知られている。均質的チームは安定的に成果を出すが、往々にして凡庸なアウトプットに終始することが多い。⇒文献情報は後日追加